# Ixora umbricola
Ixora umbricola är en måreväxtart som beskrevs av Cornelis Eliza Bertus Bremekamp. Ixora umbricola ingår i släktet Ixora och familjen måreväxter. Inga underarter finns listade i Catalogue of Life.